# Boxningsring

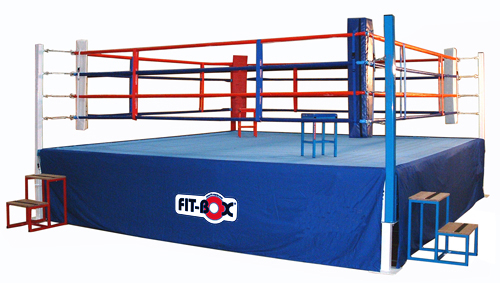
Boxningsring

Boxningsring är en kvadratisk, med rep inhägnad estrad, där vissa kampsporter såsom boxning, thaiboxning och savate äger rum. Vid match inför publik är ringen placerad i mitten av lokalen med åskådarplatserna runtomkring. Fribrottning utövas även den på en estrad liknande boxningsringen men med skillnaden att den har tre i stället för fyra rep som omsluter ringen.
Ursprunget till ordet "boxningsring" är inte helt klarlagt men en vanlig teori är att man i begynnelsen ritade en cirkel på marken i vilken boxarna möttes, och ordet levde sedan kvar när man konstruerade en fyrkantig inhägnad som hade varit svår att skapa som en ring.